# اولاگان
اولاگان (به لاتین: Ulagan) یک منطقهٔ مسکونی در روسیه است که در جمهوری آلتای واقع شده‌است.